# Cyperus eglobosus
Cyperus eglobosus är en halvgräsart som beskrevs av Karen Louise Wilson. Cyperus eglobosus ingår i släktet papyrusar, och familjen halvgräs. Inga underarter finns listade i Catalogue of Life.